# Cmentarz wojenny nr 128 – Wawrzka
Cmentarz wojenny nr 128 – Wawrzka – zabytkowy cmentarz z I wojny światowej, zaprojektowany przez Hansa Mayra, położony na terenie wsi Wawrzka, w gminie Grybów, w powiecie nowosądeckim, w województwie małopolskim. Jeden z ponad 400 zachodniogalicyjskich cmentarzy wojennych zbudowanych przez Oddział Grobów Wojennych C. i K. Komendantury Wojskowej w Krakowie. Należy do III Okręgu Cmentarnego Gorlice.
Na cmentarzu pochowano 43 żołnierzy w 2 mogiłach zbiorowych:
- 13 żołnierzy austro-węgierskich
- 30 żołnierzy rosyjskich

poległych w 1914.

## Galeria

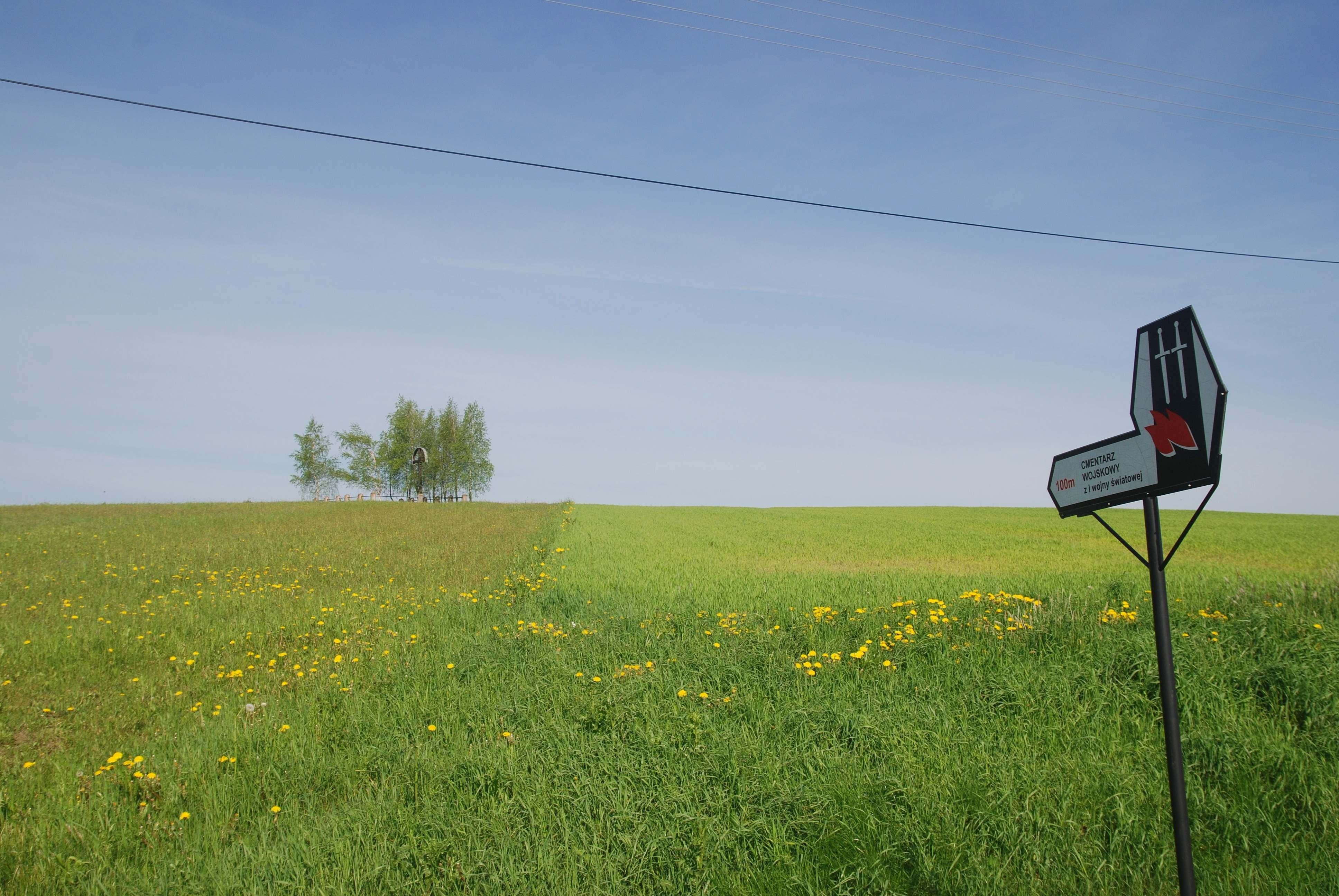
Tablica
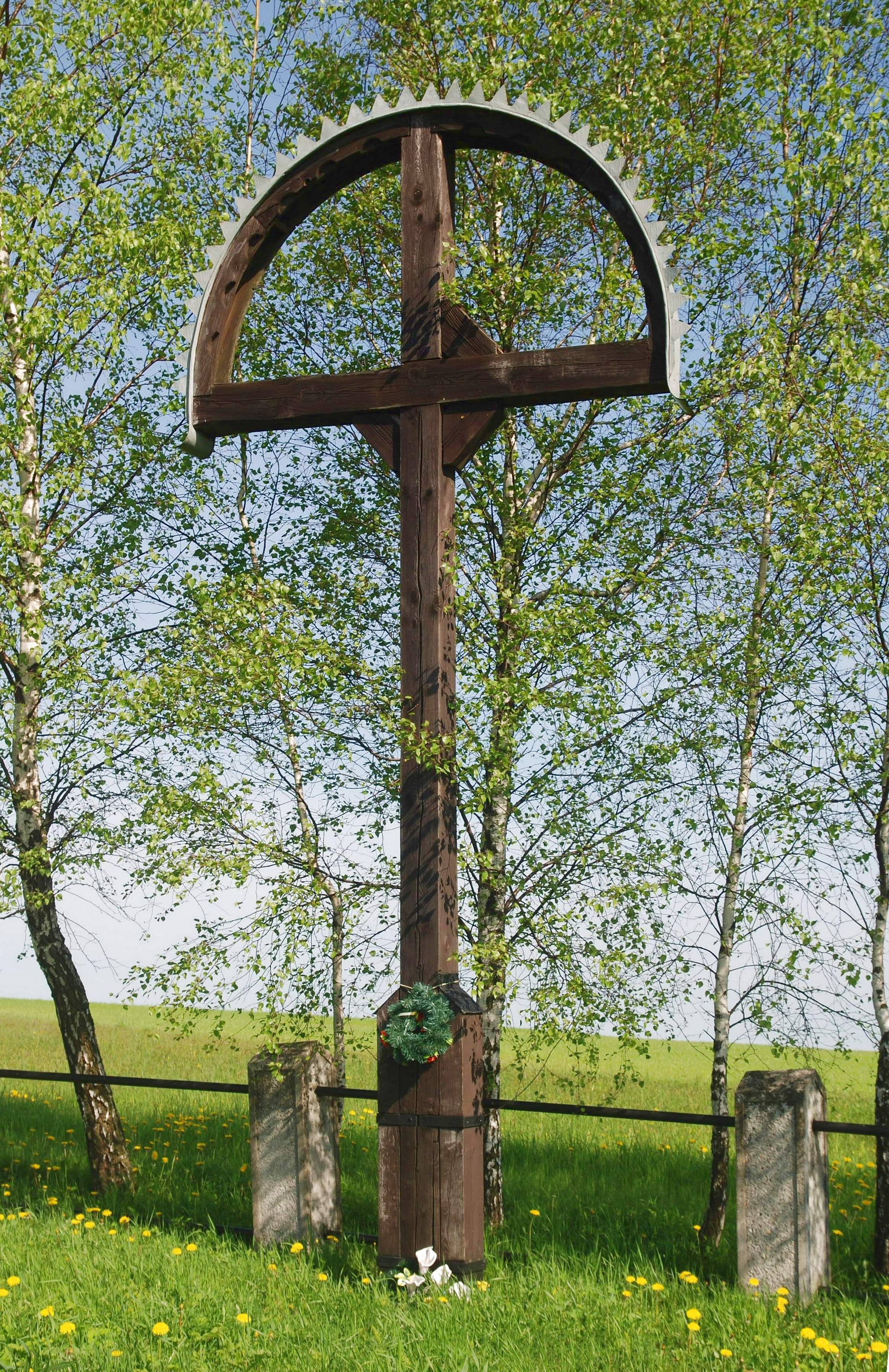
Pomnik centralny
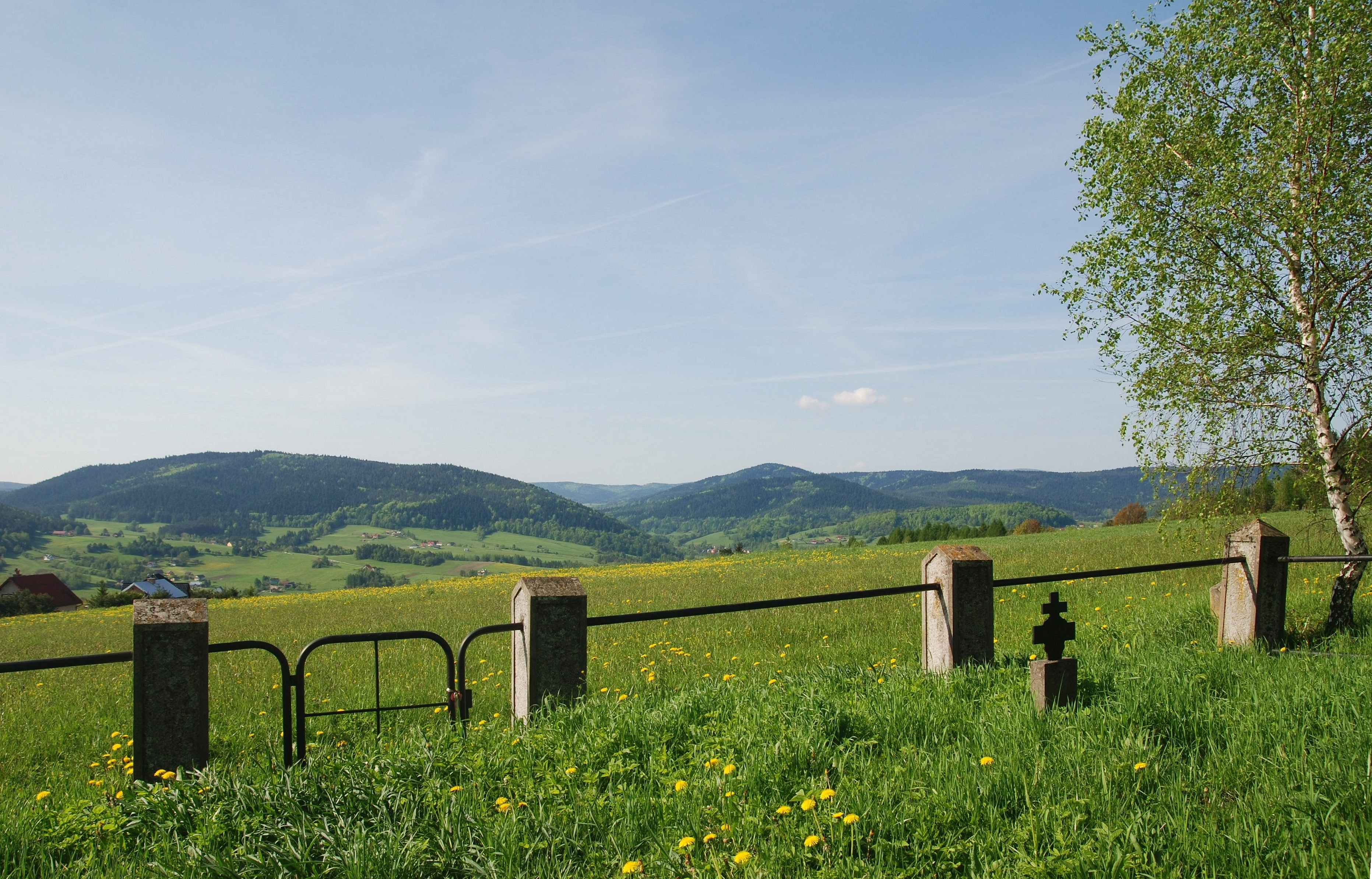
Brama
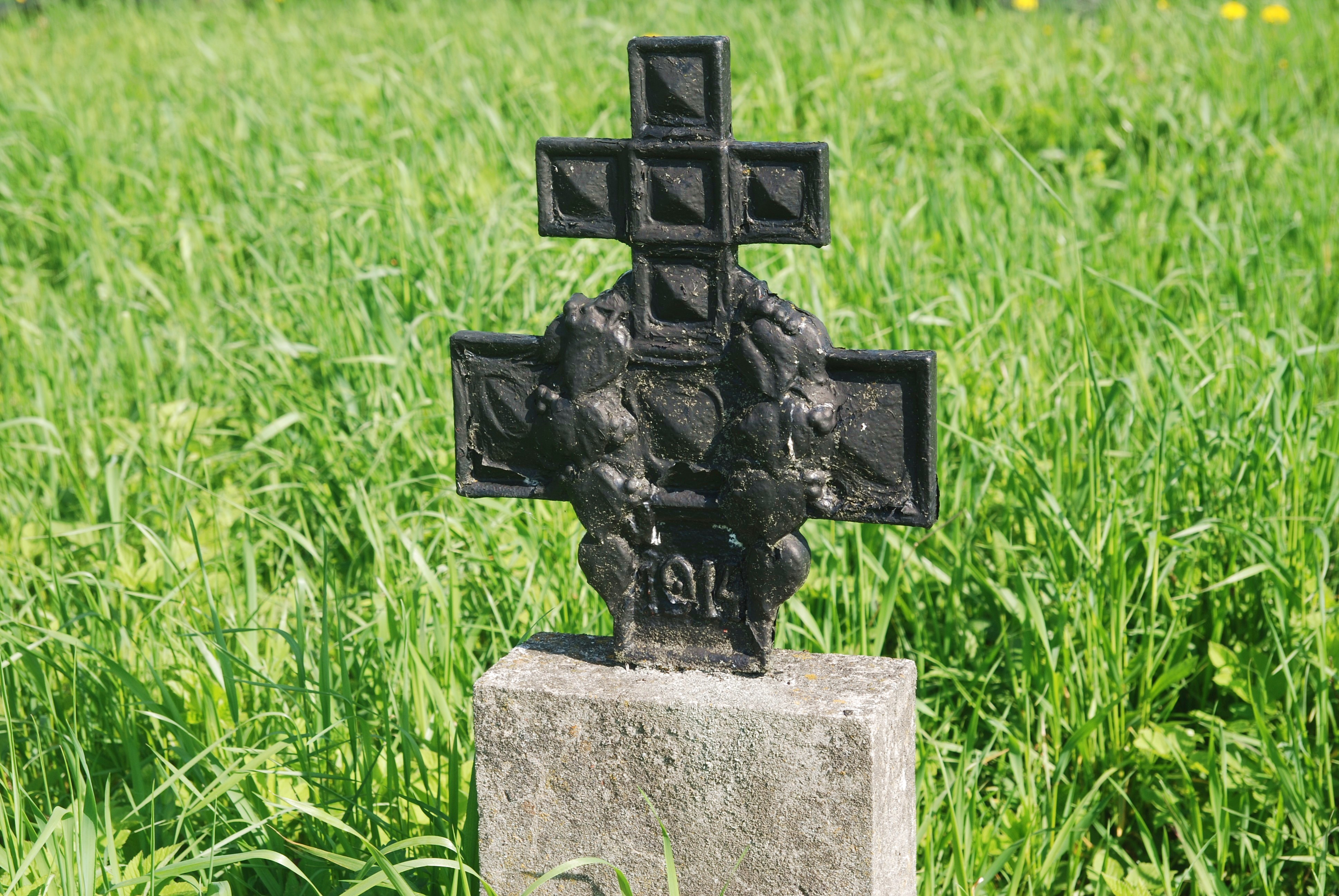
Mały krzyż rosyjski
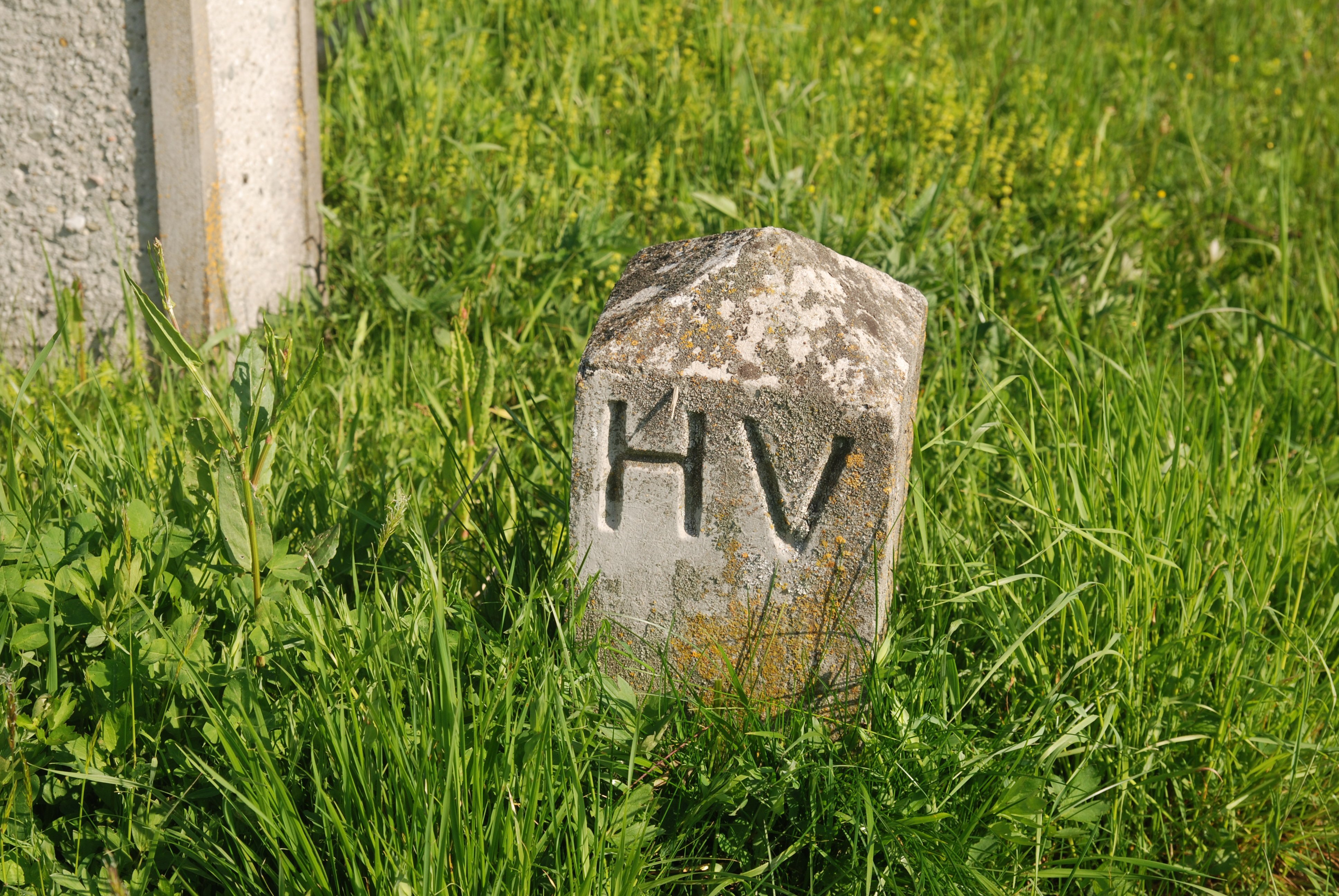
Słupek graniczny
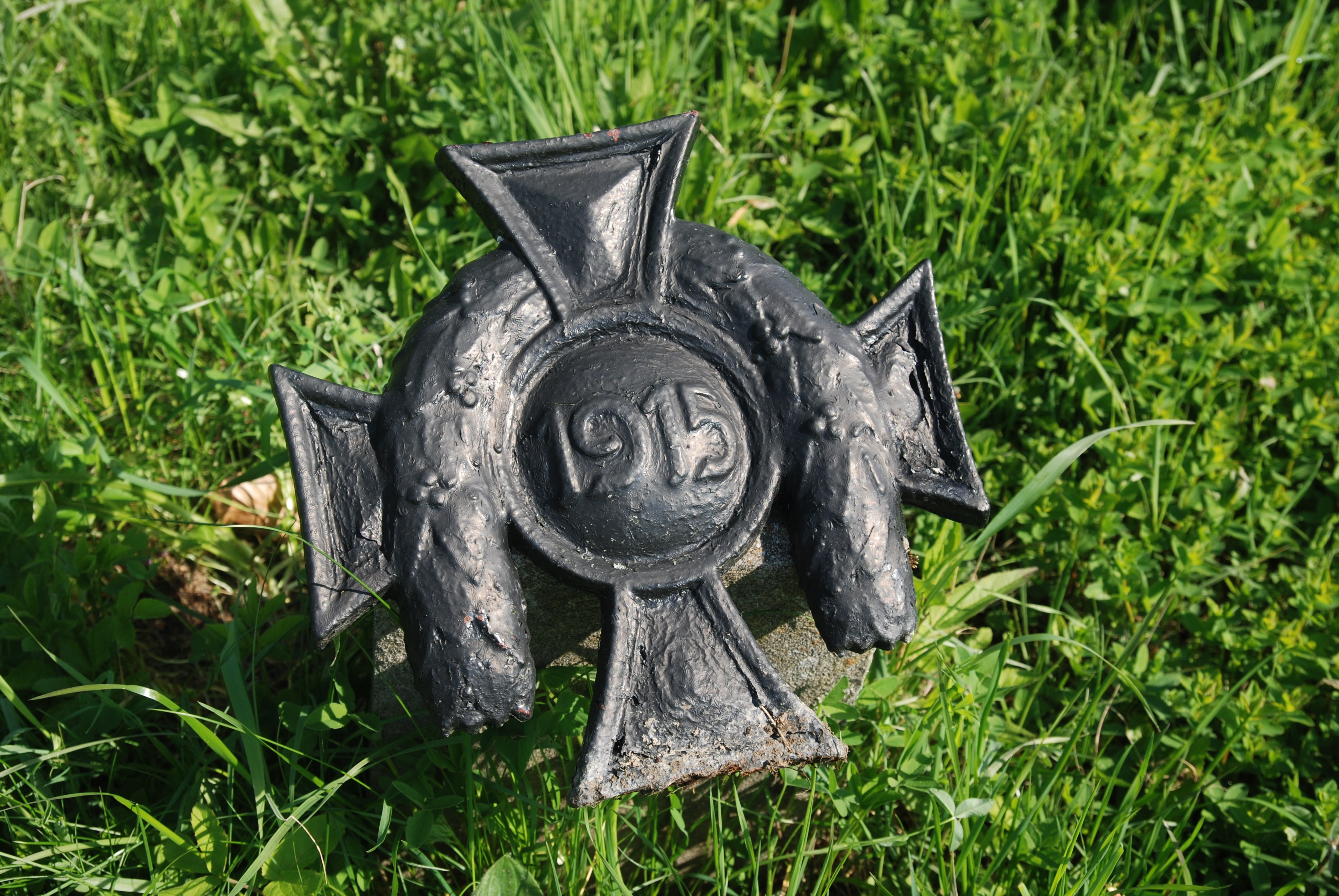
Mały krzyż austriacki